# راه‌آهن شرقی چین

نقشه راه‌آهن شرقی چین

راه آهن شرقی چین (روسی: Китайско-Восточная железная дорога) نام تاریخی سیستم راه آهن در شمال شرقی چین است (همچنین به نام منچوریا شناخته می‌شود).
امپراتوری روسیه این خط را از سال ۱۸۹۷ تا ۱۹۰۲ با استفاده از امتیاز دودمان چینگ ساخت.